# بوحجر
بوحجر إحدى مدن الجمهورية التونسية، تقع في ولاية المنستير.

## أعلام
- محمد الصياح